# Cachy
Cachy é uma comuna francesa na região administrativa de Altos da França, no departamento de Somme. Estende-se por uma área de 6,11 km². Em 2010 a comuna tinha 287 habitantes (densidade: 47 hab./km²).